# Paspalum saurae
Paspalum saurae är en gräsart som först beskrevs av Parodi, och fick sitt nu gällande namn av Parodi. Paspalum saurae ingår i släktet tvillinghirser, och familjen gräs. Inga underarter finns listade i Catalogue of Life.